# 上海ドキュメント
『上海ドキュメント』（シャンハイ - 、原題：Шанхайский документ、英題：The Shanghai Document）は、1928年にソ連・ドイツ共同で製作されたドキュメンタリー映画。ヤコブ・モイセエヴィチ・ブリオフ監督。
1920年代の上海市が舞台。
日本では1999年、国際交流基金主催の「1930年代上海映画特集」で上映された。